# ITPR1

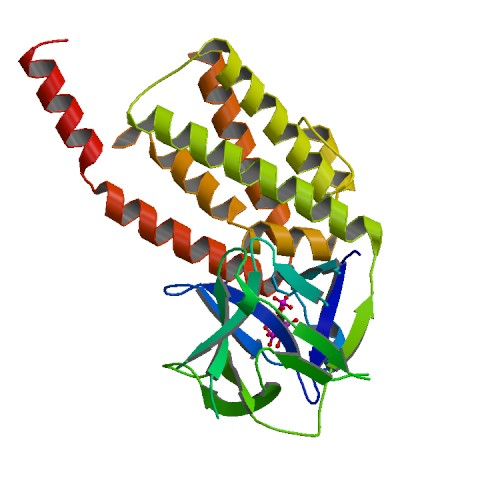

ITPR1 (do inglês, inositol 1,4,5-triphosphate receptor, type 1) é uma proteína que é codificada pelo gene humano ITPR1.

## Leitura de apoio
- Stove V, Verhasselt B (2006). «Modelling thymic HIV-1 Nef effects.». Curr. HIV Res. 4 (1): 57–64. PMID 16454711. doi:10.2174/157016206775197583
- Joseph SK, Lin C, Pierson S;  et al. (1995). «Heteroligomers of type-I and type-III inositol trisphosphate receptors in WB rat liver epithelial cells.». J. Biol. Chem. 270 (40): 23310–6. PMID 7559486. doi:10.1074/jbc.270.40.23310
- Harnick DJ, Jayaraman T, Ma Y;  et al. (1995). «The human type 1 inositol 1,4,5-trisphosphate receptor from T lymphocytes. Structure, localization, and tyrosine phosphorylation.». J. Biol. Chem. 270 (6): 2833–40. PMID 7852357. doi:10.1074/jbc.270.6.2833
- Wojcikiewicz RJ, Furuichi T, Nakade S;  et al. (1994). «Muscarinic receptor activation down-regulates the type I inositol 1,4,5-trisphosphate receptor by accelerating its degradation.». J. Biol. Chem. 269 (11): 7963–9. PMID 8132516
- Komalavilas P, Lincoln TM (1994). «Phosphorylation of the inositol 1,4,5-trisphosphate receptor by cyclic GMP-dependent protein kinase.». J. Biol. Chem. 269 (12): 8701–7. PMID 8132598
- Cameron AM, Steiner JP, Roskams AJ;  et al. (1996). «Calcineurin associated with the inositol 1,4,5-trisphosphate receptor-FKBP12 complex modulates Ca2+ flux.». Cell. 83 (3): 463–72. PMID 8521476. doi:10.1016/0092-8674(95)90124-8
- Yan J, Khanna KK, Lavin MF (1996). «Induction of inositol 1,4,5 trisphosphate receptor genes by ionizing radiation.». Int. J. Radiat. Biol. 69 (5): 539–46. PMID 8648241. doi:10.1080/095530096145544
- Quinton TM, Dean WL (1996). «Multiple inositol 1,4,5-trisphosphate receptor isoforms are present in platelets.». Biochem. Biophys. Res. Commun. 224 (3): 740–6. PMID 8713116. doi:10.1006/bbrc.1996.1093
- Cameron AM, Nucifora FC, Fung ET;  et al. (1997). «FKBP12 binds the inositol 1,4,5-trisphosphate receptor at leucine-proline (1400-1401) and anchors calcineurin to this FK506-like domain.». J. Biol. Chem. 272 (44): 27582–8. PMID 9346894. doi:10.1074/jbc.272.44.27582
- Deelman LE, Jonk LJ, Henning RH (1998). «The isolation and characterization of the promoter of the human type 1 inositol 1,4,5-trisphosphate receptor.». Gene. 207 (2): 219–25. PMID 9511764. doi:10.1016/S0378-1119(97)00630-6
- Martin C, Chapman KE, Seckl JR, Ashley RH (1998). «Partial cloning and differential expression of ryanodine receptor/calcium-release channel genes in human tissues including the hippocampus and cerebellum.». Neuroscience. 85 (1): 205–16. PMID 9607712. doi:10.1016/S0306-4522(97)00612-X
- Tu JC, Xiao B, Yuan JP;  et al. (1998). «Homer binds a novel proline-rich motif and links group 1 metabotropic glutamate receptors with IP3 receptors.». Neuron. 21 (4): 717–26. PMID 9808459. doi:10.1016/S0896-6273(00)80589-9
- Kiselyov K, Xu X, Mozhayeva G;  et al. (1998). «Functional interaction between InsP3 receptors and store-operated Htrp3 channels.». Nature. 396 (6710): 478–82. PMID 9853757. doi:10.1038/24890
- Lin P, Yao Y, Hofmeister R;  et al. (1999). «Overexpression of CALNUC (nucleobindin) increases agonist and thapsigargin releasable Ca2+ storage in the Golgi.». J. Cell Biol. 145 (2): 279–89. PMC 2133108. PMID 10209024. doi:10.1083/jcb.145.2.279
- Schlossmann J, Ammendola A, Ashman K;  et al. (2000). «Regulation of intracellular calcium by a signalling complex of IRAG, IP3 receptor and cGMP kinase Ibeta.». Nature. 404 (6774): 197–201. PMID 10724174. doi:10.1038/35004606
- Dias Neto E, Correa RG, Verjovski-Almeida S;  et al. (2000). «Shotgun sequencing of the human transcriptome with ORF expressed sequence tags.». Proc. Natl. Acad. Sci. U.S.A. 97 (7): 3491–6. PMC 16267. PMID 10737800. doi:10.1073/pnas.97.7.3491
- Mayne M, Holden CP, Nath A, Geiger JD (2000). «Release of calcium from inositol 1,4,5-trisphosphate receptor-regulated stores by HIV-1 Tat regulates TNF-alpha production in human macrophages.». J. Immunol. 164 (12): 6538–42. PMID 10843712
- Tanimura A, Tojyo Y, Turner RJ (2000). «Evidence that type I, II, and III inositol 1,4,5-trisphosphate receptors can occur as integral plasma membrane proteins.». J. Biol. Chem. 275 (35): 27488–93. PMID 10874040. doi:10.1074/jbc.M004495200